# Nathan Mantel
Nathan Mantel (* 16. Februar 1919 in New York City; † 26. Mai 2002 in Potomac (Maryland)) war ein US-amerikanischer Biometriker. Seine größte Bekanntheit erlangte er durch die Schaffung des Mantel-Haenszel-Test und des Mantel-Haenszel-Quotenverhältnis. Er arbeitete lange Zeit für das NCI. Während seiner Karriere veröffentlichte er mehr als 380 wissenschaftliche Arbeiten. Er starb im Alter von 83 Jahren in seinem Haus in Potomac an einem Herzinfarkt.